# Diphyus pseudomercator
Diphyus pseudomercator là một loài tò vò trong họ Ichneumonidae.